# El Mesías

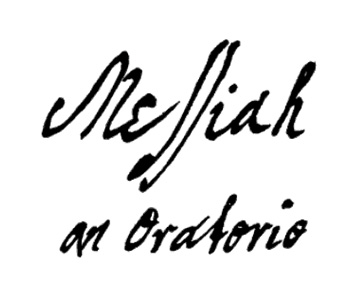
Autógrafo de Georg Friedrich Händel en la portada del Mesías.

El Mesías, HWV 56 (en inglés, Messiah), es un oratorio en inglés compuesto por Georg Friedrich Händel en 1741, con un texto bíblico recopilado por Charles Jennens de la Biblia del rey Jacobo y de la Biblia Coverdale, la versión de los Salmos incluida en el Libro de Oración Común. Su estreno fue en Dublín el 13 de abril de 1742 y se representó casi un año después en Londres. Después de una acogida de público inicial modesta, el oratorio ganó popularidad y finalmente se convirtió en una de las obras corales más conocidas e interpretadas con mayor frecuencia en la música occidental. 
Händel se había ganado su reputación en Inglaterra, donde vivía desde 1712, gracias a sus composiciones de ópera italiana. Se pasó al oratorio en inglés en la década de 1730 en respuesta a los cambios de gusto del público. El Mesías fue su sexta obra en este género. Mientras que en los demás oratorios puede reconocerse una marcada influencia italiana, la música de El Mesías se arraiga en las antiguas pasiones y cantatas alemanas. Aunque su estructura se asemeja a la de la ópera, no hay forma dramática, imitaciones de personajes ni discurso directo. En cambio, el texto de Jennens es una reflexión extendida sobre Jesús de Nazaret como el Mesías llamado Cristo. El texto comienza en la Parte I con profecías de Isaías y otros, y pasa a la anunciación a los pastores, la única «escena» tomada de los Evangelios. En la Parte II, Händel se concentra en la Pasión y termina con el coro «Aleluya». En la Parte III, abarca la resurrección de los muertos y la glorificación de Cristo en el cielo.
Händel escribió El Mesías para conjuntos vocales e instrumentales modestos, con arreglos opcionales para muchos de los efectivos. En los años posteriores a su muerte, se adaptó la obra para la interpretación a una escala mucho mayor, con orquestas y coros gigantes. En otros esfuerzos por actualizarlo, se revisó y amplió su orquestación por, entre otros, Wolfgang Amadeus Mozart (Der Messias). A finales del siglo XIX y principios del XX, la tendencia ha sido reproducir con una mayor fidelidad las intenciones originales de Händel, aunque las producciones del «gran Mesías» continúan en aumento. Se publicó una versión casi completa en discos de 78 RPM en 1928. Desde entonces, se ha grabado la obra muchas veces.

## Sinopsis

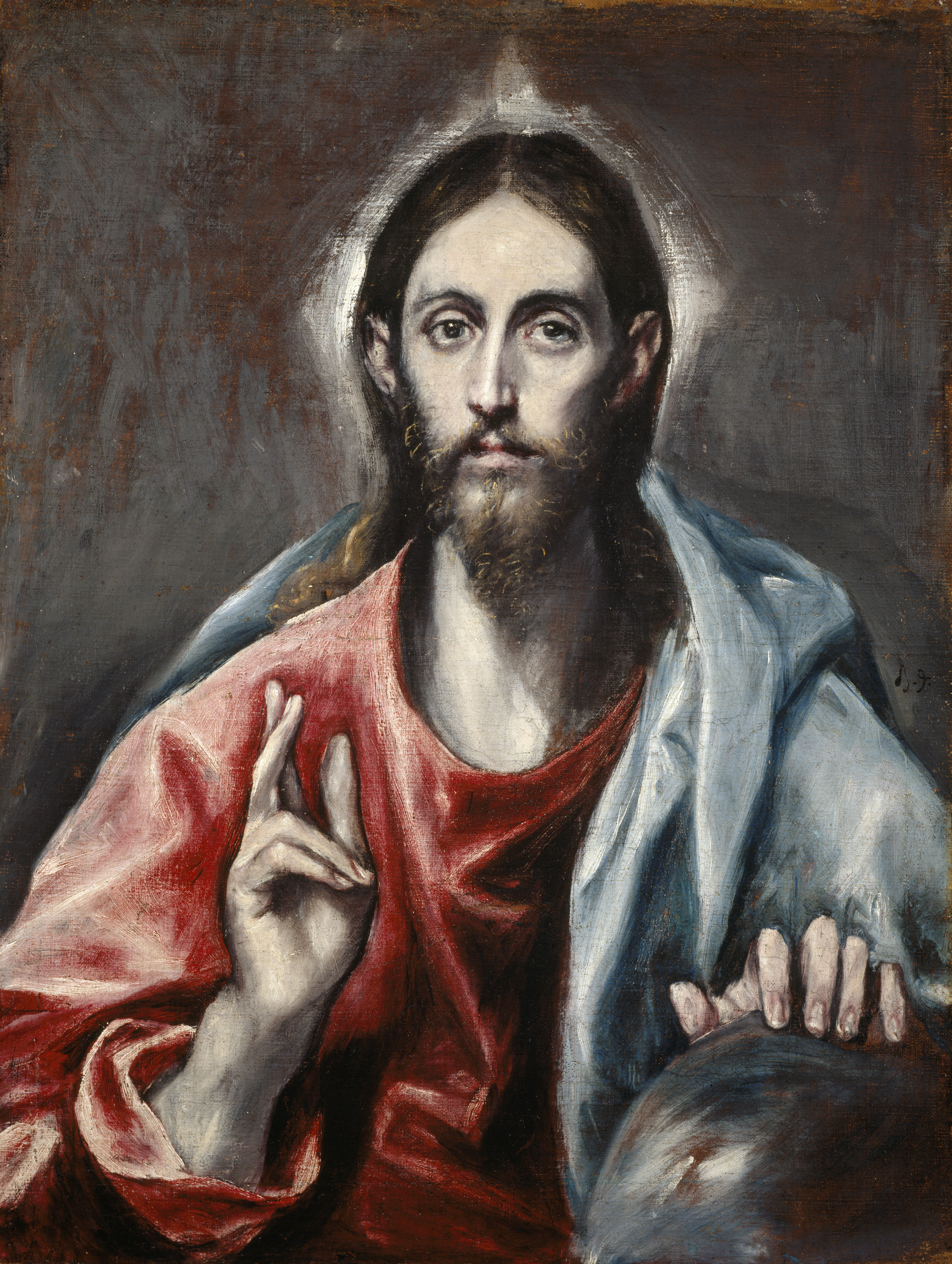
El Mesías se basa en textos bíblicos sobre la vida de Jesús de Nazaret. Cristo Salvador del mundo, de El Greco (c. 1600).

En teología cristiana, el Mesías es el salvador de la humanidad. Se identifica al Mesías con la persona de Jesús de Nazaret, conocida por sus seguidores como Cristo o Jesucristo. Richard Luckett, especialista en música antigua, describió El Mesías de Händel como «un comentario sobre la Natividad, la Pasión, la Resurrección y la Ascensión [de Jesucristo]», que comienza con las promesas de Dios según lo dicho por los profetas y termina con la glorificación de Cristo en el cielo. En contraste con la mayoría de los oratorios de Händel, los cantantes en El Mesías no asumen papeles dramáticos, no hay una sola voz narrativa dominante y se hace muy poco uso del estilo directo. La intención de Jennens en su libreto no era dramatizar la vida y las enseñanzas de Jesús, sino aclamar el «Misterio de la piedad», utilizando una recopilación de extractos de la versión autorizada de la Biblia (Biblia del rey Jacobo) y de la Biblia Coverdale los Salmos incluidos en el Libro de Oración Común de 1662.
La estructura de tres partes de la obra se aproxima a la de las óperas de tres actos de Händel, con las «partes» subdivididas por Jennens en «escenas». Cada escena es una colección de números individuales o «movimientos» que toman la forma de recitativos, arias y coros. Hay dos números instrumentales, la «Sinfony» («Sinfonia») de apertura en el estilo de una obertura francesa y la «Pifa» pastoral, a menudo llamada «sinfonía pastoral», en el punto medio de la Parte I.
En la Parte I, los profetas del Antiguo Testamento predicen la venida del Mesías y el nacimiento virginal. La anunciación a los pastores del nacimiento de Cristo está representada en las palabras del evangelio de Lucas. La Parte II cubre la pasión de Cristo y su muerte, su resurrección y ascensión, la primera difusión del evangelio a través del mundo y una declaración definitiva de la gloria de Dios resumida en el «Aleluya». La Parte III comienza con la promesa de la redención, seguida de una predicción del día del Juicio Final y la Resurrección, que termina con la victoria final sobre el pecado y la muerte y la aclamación de Cristo. Según el musicólogo Donald Burrows, gran parte del texto es tan alusivo que puede ser en gran medida incomprensible para los ignorantes de los relatos bíblicos. Para el beneficio de su público, Jennens imprimió y emitió un folleto explicando las razones de su elección de textos bíblicos.

## Historia

### Contexto histórico

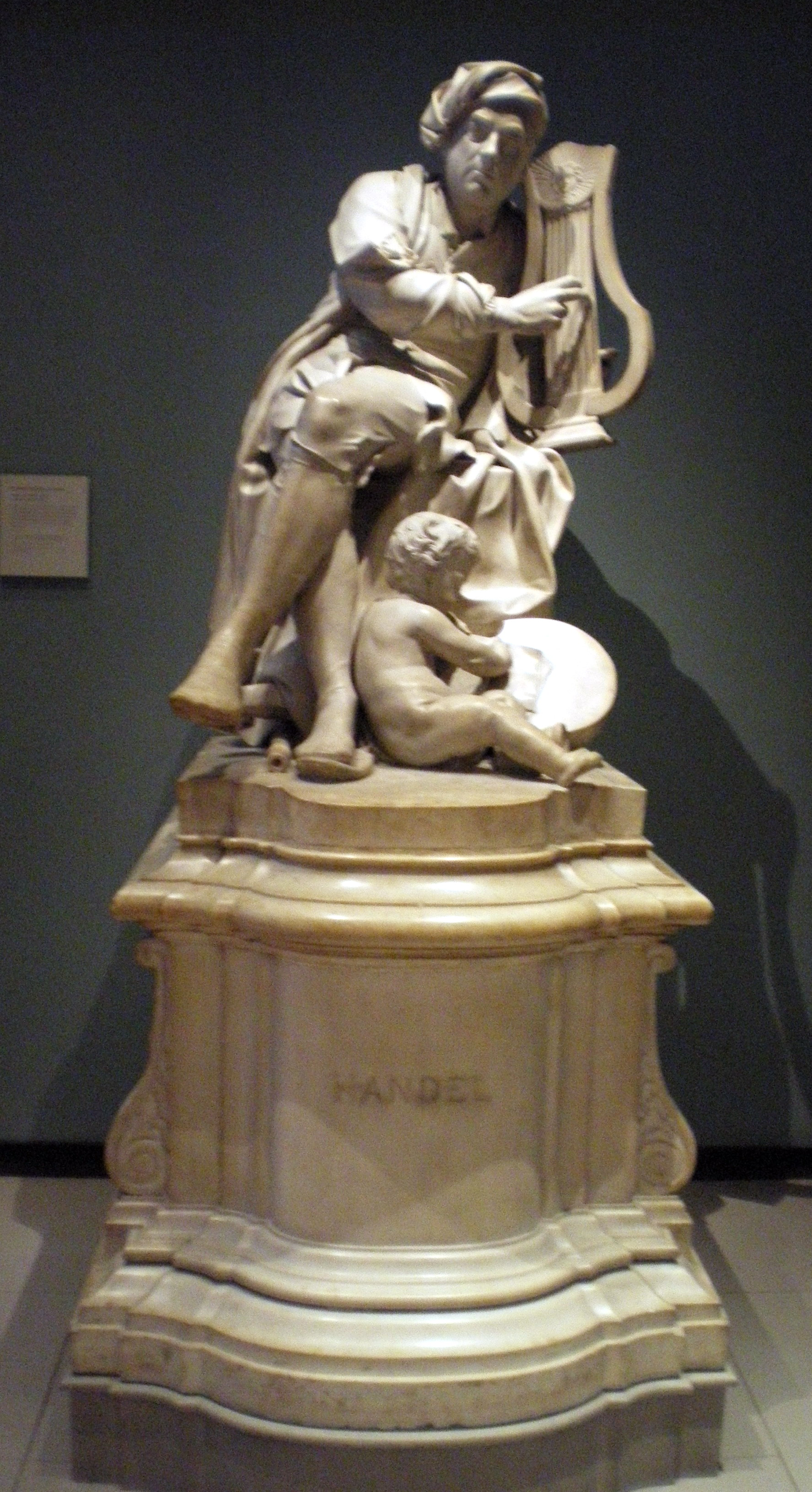
Estatua erigida en honor de Georg Friedrich Händel en los Jardines de Vauxhall, ahora en el Museo de Victoria y Alberto.

Georg Friedrich Händel, nacido en Halle (Alemania) en 1685, estableció su residencia permanente en Londres en 1712 y se convirtió en un sujeto británico naturalizado en 1727. En 1741, su preeminencia en la música británica era evidente por los honores que había acumulado, incluyendo una pensión de la corte del rey Jorge II, el alto cargo de Composer of Musick para la Chapel Royal y, lo más inusual para una persona viva, una estatua erigida en su honor en los Jardines de Vauxhall. Dentro de una gran y variada producción musical, Händel fue un firme defensor de la ópera italiana, que había introducido en Londres en 1711 con Rinaldo. Posteriormente escribió y presentó más de 40 óperas en los teatros de Londres.
A principios de la década de 1730, el gusto del público por la ópera italiana comenzaba a desvanecerse. El éxito popular de The Beggar's Opera de John Gay y Johann Christoph Pepusch (representada por primera vez en 1728) fue el anuncio de una serie de balada-óperas en inglés que se burlaban de la petulancia de la ópera italiana. Con la caída de los ingresos en taquilla, las producciones de Händel dependían cada vez más de las subvenciones privadas de la nobleza. Tal financiación se hizo más difícil de obtener después del lanzamiento en 1730 de la Ópera de la Nobleza, una compañía rival a la suya. Händel superó este desafío, pero gastó grandes sumas de dinero para hacerlo.
Aunque las perspectivas para la ópera italiana estaban disminuyendo, Händel seguía comprometido con el género, pero como alternativa a sus obras escenificadas, comenzó a introducir oratorios en inglés. En Roma, en 1707-1708, había escrito dos oratorios italianos en un momento en que las actuaciones de ópera en la ciudad estaban temporalmente prohibidas por decreto papal. Su primera incursión en el oratorio inglés había sido Esther, que escribió y se representó para un mecenas privado alrededor de 1718. En 1732, Händel llevó una versión revisada y ampliada de Esther al King's Theatre, donde miembros de la familia real asistieron a un brillante estreno el 6 de mayo. Su éxito lo alentó a escribir dos oratorios más (Deborah y Athalia). Los tres oratorios se representaron ante audiencias grandes y apreciativas en el Teatro Sheldonian en Oxford a mediados de 1733. Supuestamente, los estudiantes universitarios vendieron sus muebles para recaudar el dinero para las entradas a cinco chelines.
En 1735, Händel recibió el texto para un nuevo oratorio llamado Saul de su libretista Charles Jennens, un rico terrateniente con intereses musicales y literarios. Dado que la principal preocupación creativa de Händel seguía siendo la ópera, no escribió la música para Saul hasta 1738, en preparación para su temporada teatral de 1738-1739. Después de abrir con esa obra en el King's Theatre en enero de 1739 con una cálida recepción, rápidamente se estrenó el oratorio Israel en Egipto, menos exitoso (cuya letra también pudo ser obra de Jennens). Aunque continuó escribiendo óperas, la tendencia hacia las producciones en inglés se volvió irresistible a medida que terminó la década. Después de tres representaciones de su última ópera italiana Deidamía en enero y febrero de 1741, abandonó el género. En julio de ese año, Jennens le envió un nuevo libreto para un oratorio. En una carta fechada el 10 de julio a su amigo Edward Holdsworth, Jennens escribió: «Espero que [Händel] exponga todo su genio y habilidad con ella, para que la composición pueda superar todas sus composiciones anteriores, ya que el tema supera a cualquier otro tema. El tema es el Mesías».

### Libreto

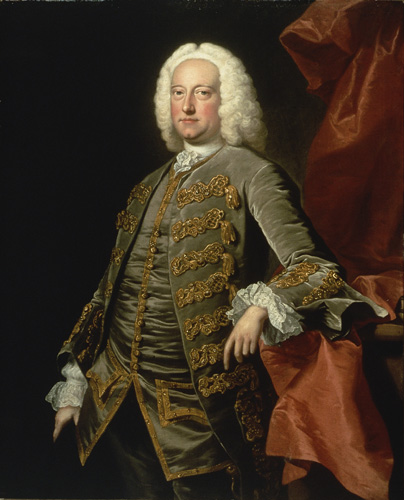
Retrato de Charles Jennens alrededor de 1740, por Thomas Hudson Ahora en el Handel House Museum.

Charles Jennens nació alrededor de 1700, en una próspera familia terrateniente de la que heredó tierras y propiedades en Warwickshire y Leicestershire. Sus puntos de vista religiosos y políticos —se opuso al Acta de Establecimiento de 1701 que aseguró el acceso al trono británico para la Casa de Hannover— le impidieron obtener su título del Balliol College (Oxford) o buscar cualquier tipo de carrera pública. La riqueza de su familia le permitió vivir una vida ociosa mientras se dedicaba a sus intereses literarios y musicales. Aunque el musicólogo Watkins Shaw califica a Jennens como «una figura engreída sin habilidad especial», Donald Burrows escribió que «de los conocimientos musicales de Jennens no puede haber ninguna duda». Ciertamente se dedicó a la música de Händel, ya que ayudó a financiar la publicación de cada partitura del compositor desde Rodelinda en 1725. En 1741, después de su colaboración en Saul, se había desarrollado una cálida amistad entre los dos y Händel lo visitaba con frecuencia a la finca de la familia Jennens en Gopsall.
Una carta de Jennens a Holdsworth del 10 de julio de 1741, en la que menciona por primera vez al Mesías, sugiere que el texto era una obra reciente, probablemente recopilada a principios de ese verano. Como anglicano devoto y creyente en la autoridad bíblica, Jennens tenía la intención de desafiar a los defensores del deísmo, que rechazaban la doctrina de la intervención divina en los asuntos humanos. Shaw describe el texto como «una meditación de nuestro Señor como Mesías en el pensamiento y las creencias cristianas» y a pesar de sus reservas sobre el carácter de Jennens, reconoce que el libreto final «no es nada menos que la obra de un genio». No hay evidencia de que Händel desempeñara un papel activo en la selección o preparación del texto, como lo hizo en el caso de Saul. Más bien, parece que no vio la necesidad de hacer ninguna enmienda significativa al trabajo de Jennens.

### Composición

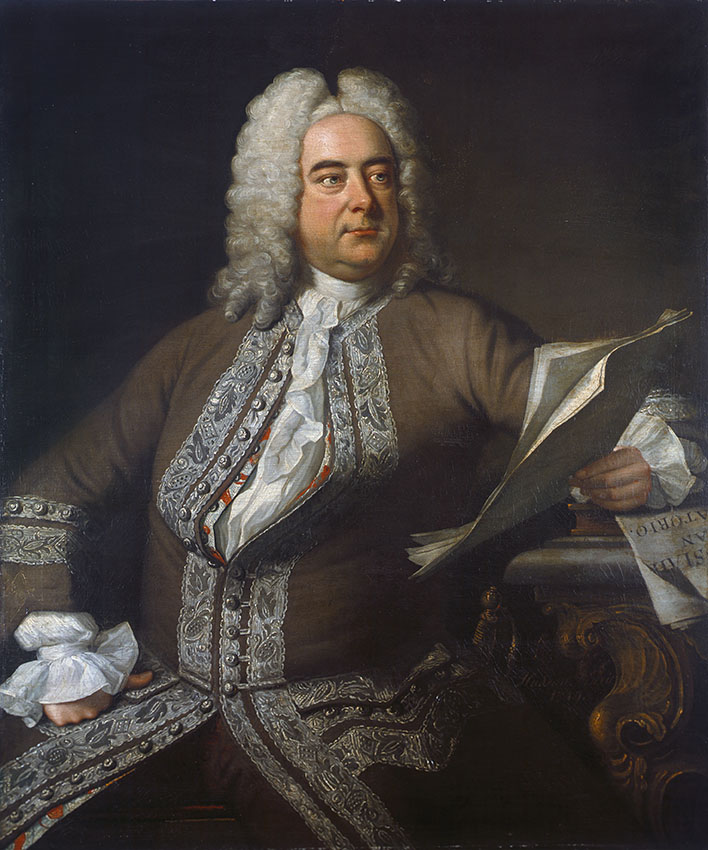
Georg Friedrich Händel, por Thomas Hudson (1749).

Händel compuso El Mesías en Londres, en apenas tres semanas. Tras recibir el texto de Jennens, comenzó a trabajar en él el 22 de agosto. Sus registros muestran que completó la «Parte I» en boceto para el 28 de agosto, la «Parte II» para el 6 de septiembre y la «Parte III» para el 12 de septiembre, seguido de dos días de «llenado» para finalizar la obra el 14 de ese mes. Jennens vio este rápido ritmo no como un signo de energía extática, sino más bien como una «negligencia descuidada» y las relaciones entre los dos seguirían siendo tensas, ya que Jennens «instó a Händel a hacer mejoras» mientras que el compositor se negaba obstinadamente. Las 259 páginas de partitura autógrafa muestran algunos signos de prisas, como borrones, rasguños, compases sin rellenar y otros errores no corregidos, pero según el experto Richard Luckett, el número de errores es notablemente pequeño en un documento de esta longitud. El manuscrito original del Mesías se encuentra ahora en la colección de música de la British Library. La partitura es para dos trompetas, timbales, dos oboes, dos violines, viola y bajo continuo.
Al final de su manuscrito, Händel escribió las letras «SDG» —Soli Deo Gloria, «Solo la gloria a Dios». Esta inscripción, junto con la velocidad en su composición, alentó la creencia en la historia apócrifa de que escribió la música en un fervor de inspiración divina en la que, al escribir el coro «Aleluya», «vio todo el cielo ante sus ojos». Burrows señala que Händel compuso muchas de sus óperas, de longitud y estructura comparables al Mesías, dentro de escalas de tiempo similares entre temporadas teatrales. El esfuerzo de escribir tanta música en tan poco tiempo no era inusual para él y sus contemporáneos. Comenzó su siguiente oratorio, Sansón, una semana después de terminar El Mesías y completó su borrador de esta nueva obra en un mes. De acuerdo con su práctica habitual al componer nuevas obras, adaptó las composiciones existentes para su uso en El Mesías, en este caso basándose en dos duetos italianos recientemente completados y uno escrito veinte años antes. Así, Se tu non-lasci amore de 1722 se convirtió en la base de «O Death, where is thy sting?»; «His yoke is easy» y «And he shall purify» las extrajo de Quel fior che alla'ride (julio de 1741); y «Unto us a child is born» y «All we like sheep» de Nò, di voi non-vo' fidarmi (julio de 1741). La instrumentación de Händel en la partitura es a menudo imprecisa, de nuevo en línea con la convención contemporánea, donde se asumía el uso de ciertos instrumentos y combinaciones y no era necesario que el compositor lo anotara; los copistas posteriores completaron los detalles.
Antes del estreno, el compositor realizó numerosas revisiones a su partitura manuscrita, en parte para igualar los efectivos disponibles para el estreno de Dublín en 1742. Entre 1742 y 1754, continuó revisando y recomponiendo movimientos individuales, a veces para satisfacer los requisitos de cantantes particulares. La primera partitura publicada del Mesías se publicó en 1767, ocho años después de la muerte de Händel, aunque se basó en manuscritos relativamente tempranos y no incluyó ninguna de las revisiones posteriores del compositor. Es probable que su obra no se haya representado como se concibió originalmente.

### Dublín (1742)

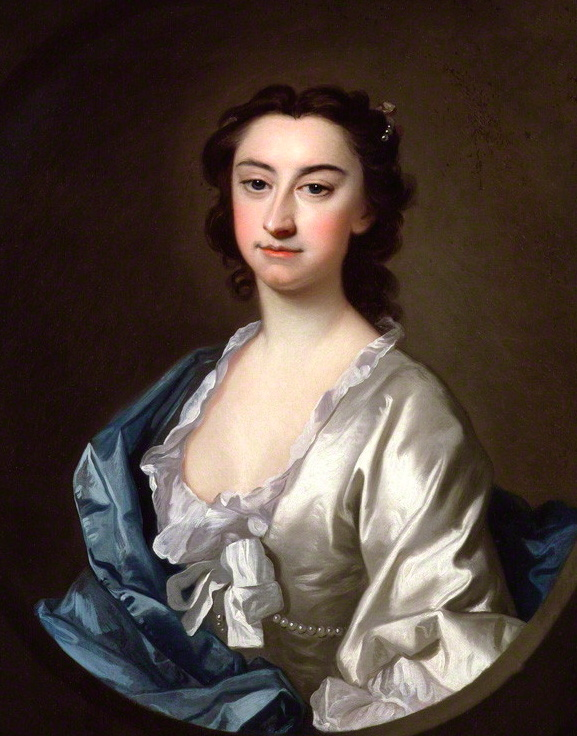
La contralto Susannah Cibber fue una de las solistas del estreno en Dublín del Mesías en 1742.

La decisión de Händel de realizar una temporada de conciertos en Dublín en el invierno de 1741-1742 surgió de una invitación del duque de Devonshire, que luego sirvió como Lord teniente de Irlanda. Un violinista amigo del compositor, Matthew Dubourg, estaba en Dublín como director de la banda del Lord teniente. Él se ocupó de los requisitos orquestales de la gira. No se sabe con certeza si la intención original de Händel era interpretar El Mesías en Dublín. No informó a Jennens de ningún plan de este tipo, ya que este último le escribió a Holdsworth el 2 de diciembre de 1741: «... fue una mortificación para mí escuchar que, en lugar de interpretar al Mesías aquí, se ha ido a Irlanda con él». Después de llegar a Dublín, el 18 de noviembre de 1741, Händel organizó una serie de seis conciertos de abono, que se celebraron entre diciembre de 1741 y febrero de 1742 en el Great Music Hall. Estos conciertos fueron tan populares que rápidamente se organizó una segunda serie, pero El Mesías no figuraba en ninguna de ellas.
A principios de marzo, Händel comenzó las discusiones en los foros apropiados para un concierto benéfico, que se iba a celebrar en abril, en el que tenía la intención de presentar al Mesías. Buscó y recibió permiso de las catedrales de San Patricio y de la Santísima Trinidad para usar sus coros para esta ocasión. El elenco ascendió a dieciséis hombres (a varios de ellos se les asignaron partes solistas) y dieciséis niños coristas. Las solistas fueron Christina Maria Avoglio, que había interpretado los papeles principales de soprano en las dos series de abono, y Susannah Cibber, una consolidada actriz y contralto que había cantado en la segunda serie. Para acomodar el rango vocal de Cibber, se transportaron a fa mayor el recitativo «Then shall the eyes of the blind» y el aria «He shall feed his flock». Inicialmente, se anunció el estreno en Great Music Hall para el 12 de abril, pero se aplazó un día «a petición de personas distinguidas». La orquesta en Dublín estaba formada por cuerdas, dos trompetas y timbales aunque se desconoce el número de intérpretes. Händel envió su propio órgano a Irlanda para las actuaciones y probablemente también se usó un clavecín.
Las tres organizaciones benéficas a las que se destinaron las ganancias fueron al alivio de la deuda de los prisioneros, al Mercer's Hospital y a la enfermería de beneficencia. En su informe sobre un ensayo público, el Dublin News-Letter afirmó que el oratorio «... ha superado con creces cualquier cosa de esa naturaleza que se haya representado en este o en cualquier otro reino». Setecientas personas asistieron al estreno el 13 de abril. Para poder dar cabida a la mayor audiencia posible en el concierto, se pidió a los caballeros que se quitaran las espadas y a las damas que no usaran aros en sus vestidos. La actuación recibió elogios unánimes de la prensa: «Las palabras quieren expresar el deleite exquisito que ofreció a la admirada y abarrotada audiencia». Un clérigo de Dublín, el reverendo Delaney, quedó tan abrumado por la interpretación de Susanna Cibber en «He was despised» que, según los informes, se puso de pie y gritó: «¡Mujer, por esto, que todos tus pecados te sean perdonados!». La recaudación ascendió a alrededor de 400 libras, lo que supuso alrededor de 127 libras a cada una de las tres organizaciones benéficas nominadas y aseguró la liberación de 142 prisioneros endeudados.
El compositor permaneció en Dublín durante cuatro meses después del estreno. Organizó una segunda actuación del Mesías el 3 de junio, que se anunció como «la última actuación del señor Händel durante su estancia en este reino». En este segundo Mesías, que fue en beneficio propio de Händel, Cibber retomó su papel de la primera representación, aunque una señora Maclaine pudo haber reemplazado a Avoglio. No hay detalles de otros artistas.

### Londres (1743-1759)

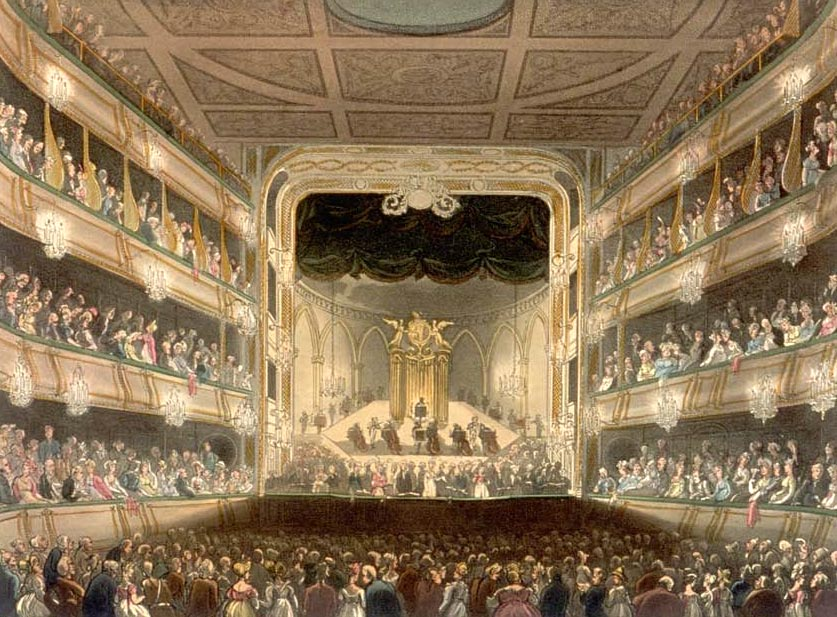
El estreno en Londres de El Mesías fue en el teatro Covent Garden. Imagen dibujada poco antes de su incendio de 1808.

La cálida recepción que se le dio al Mesías en Dublín no se repitió en Londres. De hecho, incluso el anuncio de la actuación como un «nuevo Oratorio Sagrado» suscitó que un comentarista anónimo preguntara si «el Teatro es un Templo adecuado para representarla». Händel presentó la obra en el teatro Covent Garden el 23 de marzo de 1743. Avoglio y Cibber fueron nuevamente las principales solistas y se les unieron el tenor John Beard, un veterano de las óperas de Händel, el bajo Thomas Rheinhold y otras dos sopranos, Kitty Clive y la señora Edwards. La primera actuación estuvo eclipsada por las opiniones expresadas en la prensa de que el tema de la obra era demasiado elevado para presentarlo en un teatro, particularmente por cantantes y actrices seculares como Cibber y Clive. En un intento por desviar tales sensibilidades, en Londres Händel había evitado el nombre de Mesías y presentó la obra como el «New Sacred Oratorio» («Nuevo Oratorio Sagrado»). Como era su costumbre, el compositor reorganizó la música para adaptarse a sus cantantes. Escribió un nuevo arreglo de «And lo, the angel of the Lord» para Clive, que nunca se usó posteriormente. Agregó una canción de tenor para Beard, "Their sound is gone out", que había aparecido en el libreto original de Jennens, pero no había estado en las actuaciones de Dublín.
La costumbre de levantarse en el coro «Aleluya» se originó en la creencia de que, en el estreno en Londres, el rey Jorge II lo hizo, lo que habría obligado a todos a ponerse de pie. No hay evidencia convincente de que el rey estuviera presente, o que asistiera a cualquier actuación posterior del Mesías. La primera referencia a la práctica de levantarse aparece en una carta fechada en 1756, tres años antes de la muerte de Händel.

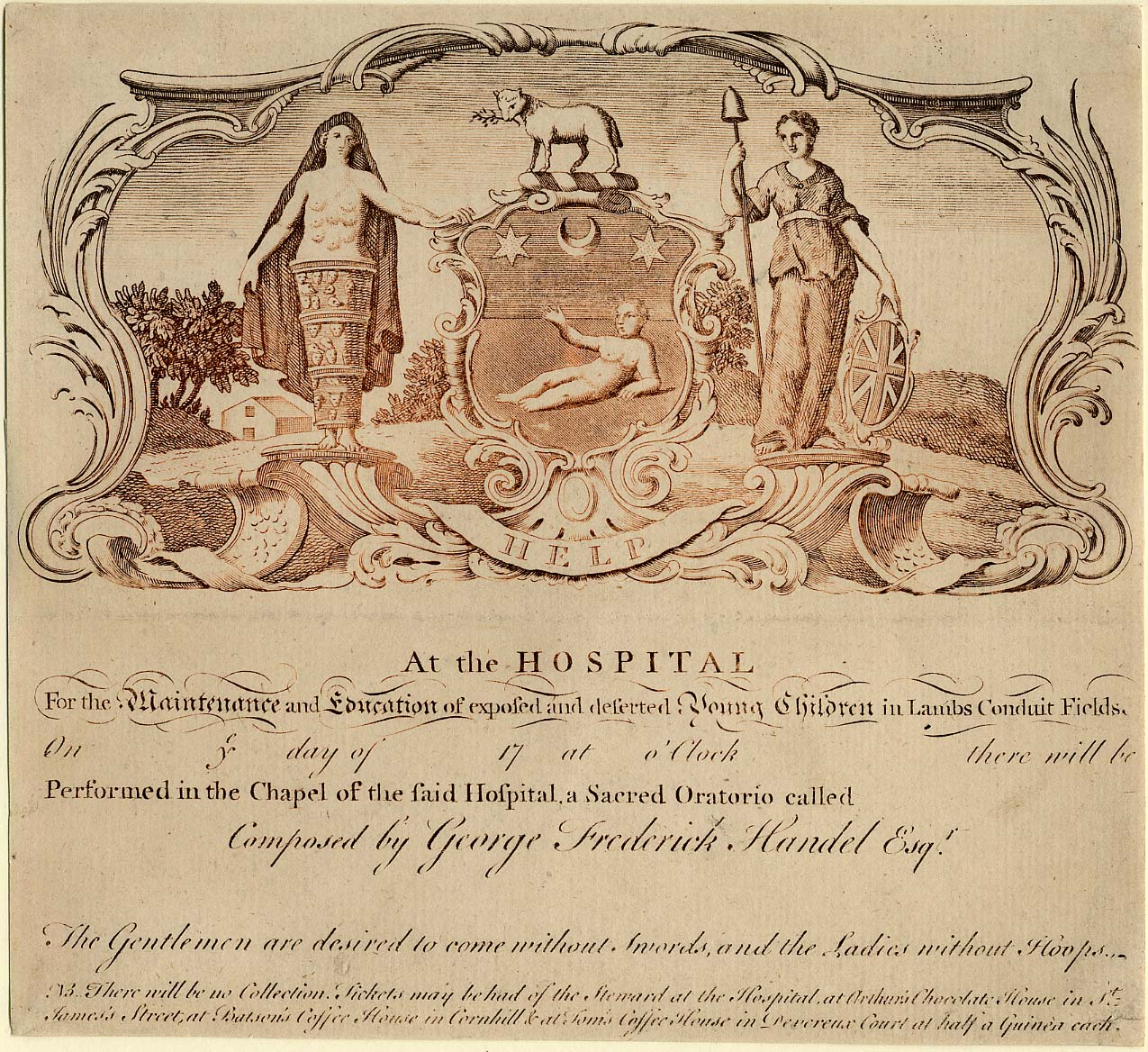
Entrada para una representación del Mesías en el Foundling Hospital de Londres en 1750.

La recepción inicialmente fría de Londres del Mesías llevó a Händel a reducir las seis actuaciones planificadas de la temporada a tres y a no presentar la obra en 1744, para enfado considerable de Jennens, cuyas relaciones con el compositor se deterioraron temporalmente. A petición de Jennens, realizó varios cambios en la música para el regreso de 1745: «Their sound is gone out» se convirtió en una pieza coral, la canción de soprano «Rejoice greatly» fue recompuesta en forma abreviada y se restauraron las transposiciones para la voz de Cibber a su rango original de soprano. Jennens le escribió a Holdsworth el 30 de agosto de 1745: «[Händel] ha hecho un buen espectáculo, aunque no tan bueno como podría y debería. Con gran dificultad, le he hecho corregir algunas de las fallas más graves en el composición...». Händel dirigió dos actuaciones en Covent Garden en 1745, los días 9 y 11 de abril y luego dejó la obra a un lado durante cuatro años.
En el regreso de 1749 en Covent Garden, bajo el título propio del Mesías, actuaron dos solistas femeninas que en adelante estuvieron estrechamente asociadas con la música de Händel: Giulia Frasi y Caterina Galli. Al año siguiente, se les unió el alto masculino Gaetano Guadagni, para quien Händel compuso nuevas versiones de «But who may abide» y «Thou art gone up on high». En 1750, comenzaron las representaciones benéficas anuales del Mesías en el Foundling Hospital de Londres, que continuaron hasta después de la muerte del compositor. La actuación de 1754 en el hospital fue la primera de la que se conservan todos los detalles de los efectivos orquestales y vocales. La orquesta incluía quince violines, cinco violas, tres violonchelos, dos contrabajos, cuatro fagotes, cuatro oboes, dos trompetas, dos trompas y percusión. En el coro de diecinueve había seis sopranos de la Capilla Real y el resto, todos hombres, eran altos, tenores y bajos. Frasi, Galli y Beard lideraron a los cinco solistas, a quienes se les pidió que ayudaran al coro. Para esta actuación, se restauraron las arias transpuestas de Guadagni a la voz de soprano. Hacia 1754, Händel se vio gravemente afectado por el inicio de su ceguera y en 1755 cedió la dirección de la actuación del Mesías en el hospital a su alumno, J.C. Smith. Aparentemente reanudó sus tareas en 1757 y pudo haber continuado después. La actuación final de la obra en la que Händel estuvo presente fue en Covent Garden el 6 de abril de 1759, ocho días antes de su muerte.

### Interpretaciones posteriores

#### SigloXVIII

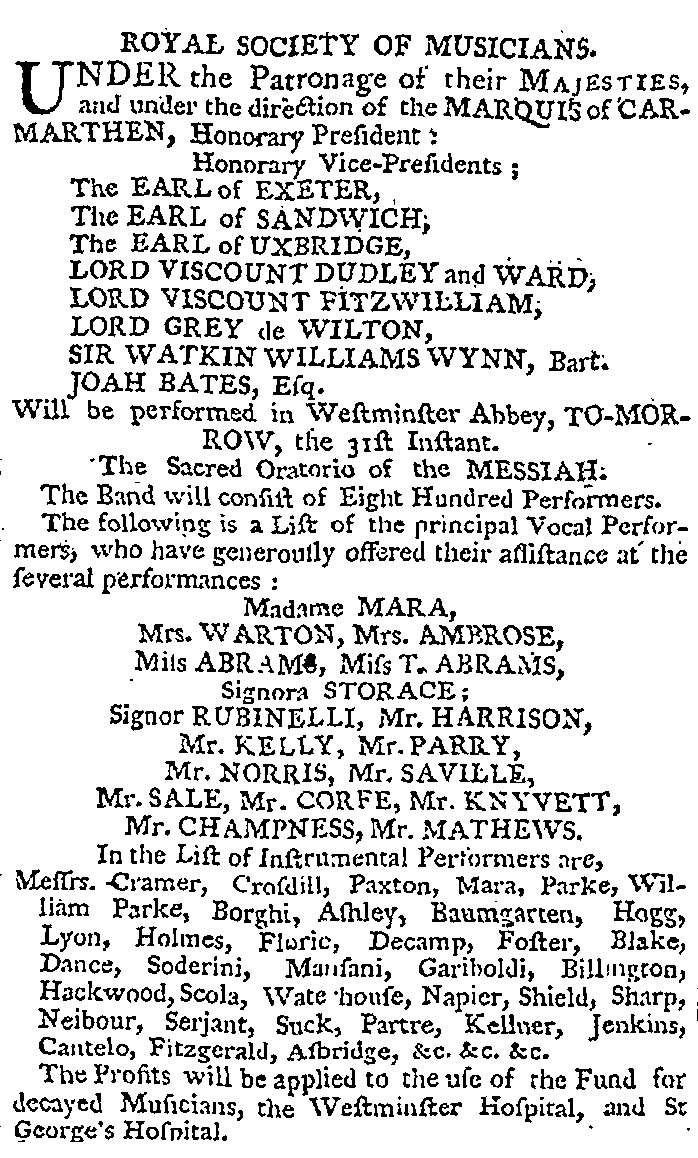
Anuncio de una representación del Mesías en la abadía de Westminster en 1787 con 800 intérpretes.

Durante la década de 1750, El Mesías se representaba cada vez más en festivales y catedrales en todo el país. Ocasionalmente, se extraían coros y arias individuales para su uso como himnos o motetes en los servicios religiosos o como piezas de concierto, una práctica que creció en el siglo XIX y ha continuado desde entonces. Después de la muerte del compositor, se realizaron actuaciones en Florencia (1768), Nueva York (fragmentos, 1770), Hamburgo (1772) y Mannheim (1777), donde Wolfgang Amadeus Mozart lo escuchó por primera vez. Para las actuaciones en la vida de Händel y en las décadas posteriores a su muerte, Burrows cree que los efectivos musicales fueron similares a los utilizados en la actuación del Foundling Hospital de 1754. En 1784, comenzó la moda de espectáculos a gran escala, en una serie de conciertos conmemorativos de la música de Händel ofrecidos en la abadía de Westminster bajo el patrocinio del rey Jorge III. Una placa en la pared de la Abadía registra que «Joah Bates Esqr dirigió la Banda, que consistía en DXXV [525] intérpretes vocales e instrumentales». En un artículo de 1955, sir Malcolm Sargent, un defensor de las actuaciones a gran escala, escribió: «El Sr. Bates ... conocía bien a Händel y respetaba sus deseos. La orquesta empleada tenía doscientos cincuenta integrantes, incluyendo doce trompas, doce trompetas, seis trombones y tres pares de timbales (algunos especialmente grandes)». En 1787, se realizaron más actuaciones en la Abadía y en los anuncios se prometía que «la banda estará compuesta por ochocientos artistas».
En Europa continental, las representaciones del Mesías se apartaron de las prácticas de Händel de una manera diferente: su partitura se reorganizó drásticamente para adaptarse a los gustos contemporáneos. En 1786, Johann Adam Hiller presentó al Mesías con partitura actualizada en la catedral de Berlín. En 1788, Hiller presentó una interpretación de su revisión con un coro de 259 integrantes y una orquesta de 87 cuerdas, 10 fagotes, 11 oboes, 8 flautas, 8 trompas, 4 clarinetes, 4 trombones, 7 trompetas, timbales, clavicordio y órgano. En 1789, el barón Gottfried van Swieten y la Gesellschaft der Associierten le encargaron a Mozart arreglar varias obras de Händel, entre las que se incluía El Mesías (Der Messias). Estaba escrito para una representación a pequeña escala, eliminó el órgano continuo, agregó partes para flautas, clarinetes, trombones y trompas, recompuso algunos pasajes y reorganizó otros. La actuación tuvo lugar el 6 de marzo de 1789 en la residencia del conde Johann Esterházy, con cuatro solistas y un coro de doce personas. El arreglo de Mozart, con enmiendas menores de Hiller, se publicó en 1803, después de su muerte. El experto musical Moritz Hauptmann describió las adiciones de Mozart como «adornos de estuco en un templo de mármol». Según los informes, el propio Mozart fue cauteloso sobre sus cambios e insistió en que cualquier alteración en la partitura de Händel no debía interpretarse como un esfuerzo para mejorar la música. Los elementos de esta versión más tarde se volvieron familiares para el público británico, incorporados en las ediciones de la partitura por editores como Ebenezer Prout.

#### SigloXIX

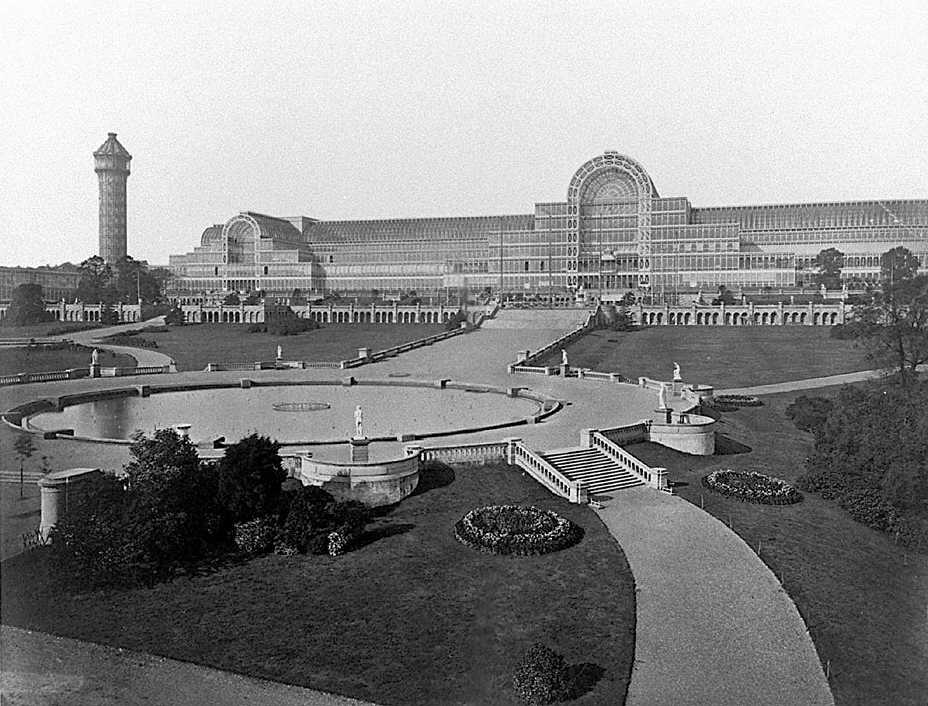
The Crystal Palace en 1854.

En el siglo XIX, divergieron aún más las aproximaciones a la música de Händel en países de habla alemana e inglesa. En Leipzig en 1856, el musicólogo Friedrich Chrysander y el historiador literario Georg Gottfried Gervinus fundaron la Deutsche Händel-Gesellschaft con el objetivo de publicar ediciones auténticas de todas sus obras. Al mismo tiempo, las actuaciones en Reino Unido y Estados Unidos se alejaron de la práctica de interpretación del compositor con interpretaciones cada vez más grandiosas. El Mesías se presentó en Nueva York en 1853 con un coro de 300 intérpretes y en Boston en 1865 con más de 600. En Reino Unido, se celebró un «Gran Festival de Händel» en The Crystal Palace en 1857, donde se interpretaron El Mesías y otros oratorios suyos, con un coro de 2000 cantantes y una orquesta de 500 músicos.
En las décadas de 1860 y 1870, se reunieron elencos cada vez mayores. Bernard Shaw, en su papel de crítico musical, comentó: «La maravilla rancia que el gran coro nunca deja de provocar ya se ha agotado»; más tarde escribió: «¿Por qué, en lugar de gastar grandes sumas en el multitudinaria monotonía de un Festival de Händel, alguien no organiza una interpretación del Mesías en St James's Hall con un coro de veinte artistas competentes? La mayoría de nosotros estaríamos encantados de escuchar representada la obra en serio una vez antes de morir». El empleo de enormes elencos requería un aumento considerable de las partes orquestales. Muchos admiradores de Händel creían que el compositor habría hecho tales adiciones, si los instrumentos apropiados hubieran estado disponibles en su día. Shaw argumentó, en gran parte ignorado, que «el compositor puede salvarse de sus amigos y la función de escribir o seleccionar "acompañamientos orquestales adicionales" ejercida con la debida discreción».
Una razón de la popularidad de las representaciones a gran escala fue la omnipresencia de las sociedades corales de aficionados. El director Thomas Beecham escribió que durante 200 años el coro fue «el medio nacional de expresión musical» en Reino Unido. Sin embargo, después del apogeo de las sociedades corales victorianas, notó una «reacción rápida y violenta contra las representaciones monumentales ... un llamado de varios sectores para que se interpretara y escuchara a Händel como en los días entre 1700 y 1750». A finales de siglo, Frederick Bridge y TW Bourne fueron pioneros de los recuperación del Mesías en la orquestación de Händel y la obra de Bourne fue la base de otras versiones académicas a principios del siglo XX.

#### SiglosXXyXXI

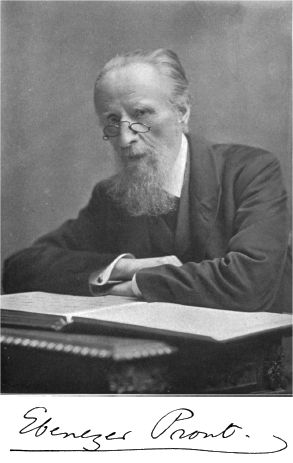
Ebenezer Prout realizó una nueva edición del Mesías a partir de los manuscritos originales de Georg Friedrich Händel

Aunque en el siglo XX la tradición del oratorio a gran escala la perpetuaron los conjuntos tan grandes como la Royal Choral Society, el Mormon Tabernacle Choir y la Huddersfield Choral Society, hubo un aumento de las llamadas a actuaciones más fieles a la concepción de Händel. A comienzos de siglo, The Musical Times escribió sobre los «acompañamientos adicionales» de Mozart y otros, «¿No es hora de que algunos de estos "parásitos" de la partitura de Händel desaparezcan?» En 1902, el musicólogo Ebenezer Prout produjo una nueva edición de la partitura, trabajando a partir de los manuscritos originales en lugar de versiones impresas corrompidas con errores acumulados de una edición a otra. Sin embargo, Prout partió del supuesto de que no sería práctica una reproducción fiel de la partitura original del compositor:

[T]he attempts made from time to time by our musical societies to give Handel's music as he meant it to be given must, however earnest the intention, and however careful the preparation, be foredoomed to failure from the very nature of the case. With our large choral societies, additional accompaniments of some kind are a necessity for an effective performance; and the question is not so much whether, as how they are to be written.
Los intentos realizados de vez en cuando por nuestras sociedades musicales para representar la música de Händel como él quería que lo fuera, sin importar la intención seria y la preparación cuidadosa, deben condenar al fracaso por la propia naturaleza de la cuestión. Con nuestras grandes sociedades corales, son necesarios los acompañamientos adicionales de algún tipo para un desempeño efectivo; y la pregunta no es tanto si deben hacerse, sino cómo deben escribirse.

Prout continuó la práctica de agregar flautas, clarinetes y trombones a la orquestación original, pero restauró las partes de trompeta de Händel, que Mozart había omitido (evidentemente porque tocarlas era un arte perdido en 1789). Hubo pocas discrepancias del enfoque de Prout y cuando se publicó la edición académica de Chrysander en el mismo año, se recibió respetuosamente como «un volumen para el estudio» en lugar de una edición, siendo una reproducción editada de varios manuscritos de versiones de Händel. Se creía imposible realizar una actuación auténtica. El corresponsal de The Musical Times escribió: «Los instrumentos de orquesta de Händel eran todos (excepto la trompeta) de una calidad más gruesa que los que están actualmente en uso; sus clavecines se han ido para siempre ... los lugares en los que interpretó al Mesías eran simples salones comparados con el Albert Hall, el Queen's Hall y el Crystal Palace». En Australia, The Register protestó ante la perspectiva de actuaciones de «pequeños coros de iglesia con más o menos veinte voces».
En Alemania, El Mesías no se representaba tan a menudo como en Reino Unido y cuando se hacía, lo normal era que lo hicieran con elencos medianos. En el Festival de Händel celebrado en 1922 en su ciudad natal, Halle, un coro de 163 voces y una orquesta de 64 músicos interpretaron sus obras corales. En Reino Unido, la transmisión y grabación innovadoras contribuyeron a la reconsideración de la actuación de Händel. Por ejemplo, en 1928, Beecham realizó una grabación del Mesías con elencos de tamaño modesto y tiempos controvertidamente enérgicos, aunque la orquestación permaneció lejos de ser auténtica. En 1934 y 1935, la BBC transmitió actuaciones del Mesías dirigidas por Adrian Boult con «una fiel adhesión a la partitura clara de Händel». Se realizó una actuación con partitura auténtica en la catedral de Worcester como parte del Three Choirs Festival en 1935. En 1950, John Tobin dirigió una actuación del Mesías en la catedral de San Pablo de Londres con el elenco orquestal especificado por el compositor, un coro de 60 integrantes, un contratenor alto solista y modestos intentos de elaboración vocal de las notas impresas, a la manera de los días de Händel. La versión de Prout cantada con muchas voces siguió siendo popular entre las sociedades corales británicas, pero al mismo tiempo, pequeños grupos profesionales ofrecían actuaciones cada vez más frecuentes en lugares de tamaño adecuado, utilizando una partitura auténtica. Las grabaciones en LP y CD eran predominantemente de este último tipo y El Mesías a gran escala parecía anticuado.
La causa de la representación auténtica se adelantó en 1965 con la publicación de una nueva edición de la partitura, editada por Watkins Shaw. En Grove Dictionary of Music and Musicians, David Scott escribe: «la primera edición suscitó sospechas debido a sus intentos en varias direcciones de romper la corteza de la convención que rodea la obra en las Islas Británicas». En el momento de la muerte de Shaw en 1996, The Times describió su edición como «ahora en uso universal». Se han incluido ediciones más recientes por Donald Burrows (Edition Peters, 1987) y Clifford Bartlett (Oxford University Press, 1999).</ref>

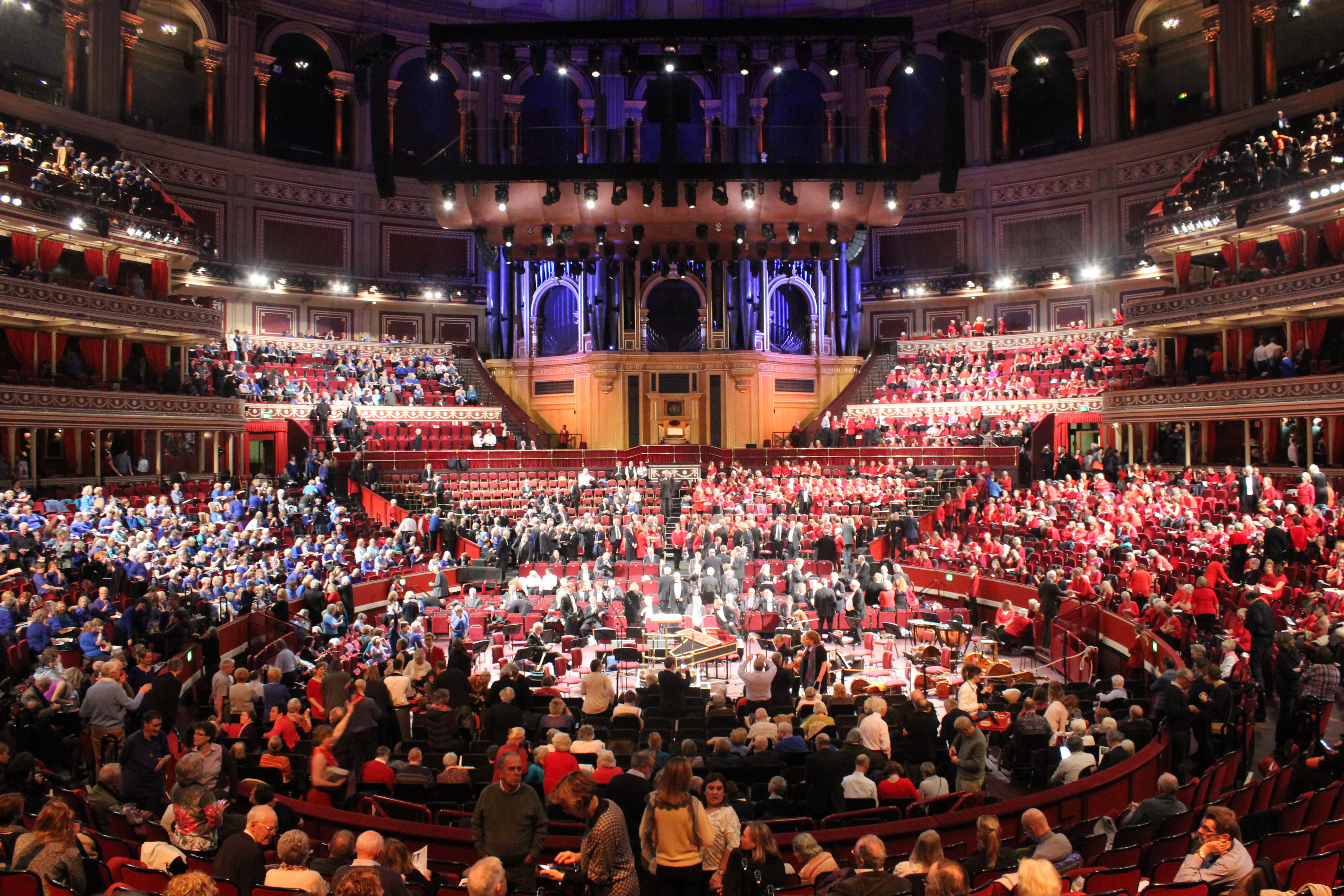
Representación del Mesías en el Royal Albert Hall en 2015.

El Mesías sigue siendo la obra más conocida de Händel, con actuaciones particularmente populares durante la temporada de Adviento. En diciembre de 1993, el crítico musical Alex Ross se refirió a las 21 actuaciones de ese mes solo en Nueva York como «repetición adormecedora». Contra la tendencia general hacia la autenticidad, la obra se ha representado en teatros de ópera, tanto en Londres (2009) como en París (2011). La partitura de Mozart revive de vez en cuando y en los países anglófonos son populares las actuaciones  «singalong» con cientos de artistas. Aunque las representaciones que luchan por la autenticidad ahora son habituales, generalmente se acepta que nunca puede haber una versión definitiva del Mesías. Los manuscritos sobrevivientes contienen configuraciones radicalmente diferentes de muchos números y la ornamentación vocal e instrumental de las notas escritas es una cuestión de juicio personal, incluso para los intérpretes más informados históricamente. El experto en Händel Winton Dean escribió:

[T]here is still plenty for scholars to fight over, and more than ever for conductors to decide for themselves. Indeed if they are not prepared to grapple with the problems presented by the score they ought not to conduct it. This applies not only to the choice of versions, but to every aspect of baroque practice, and of course there are often no final answers.
Aquí todavía hay mucho por lo que los académicos deben pelear y más que nunca para que los directores decidan por sí mismos. De hecho, si no están preparados para lidiar con los problemas presentados por la partitura, no deberían llevarla a cabo. Esto se aplica no solo a la elección de versiones, sino a todos los aspectos de la práctica barroca y, por supuesto, a menudo no hay respuestas definitivas.

## Estructura

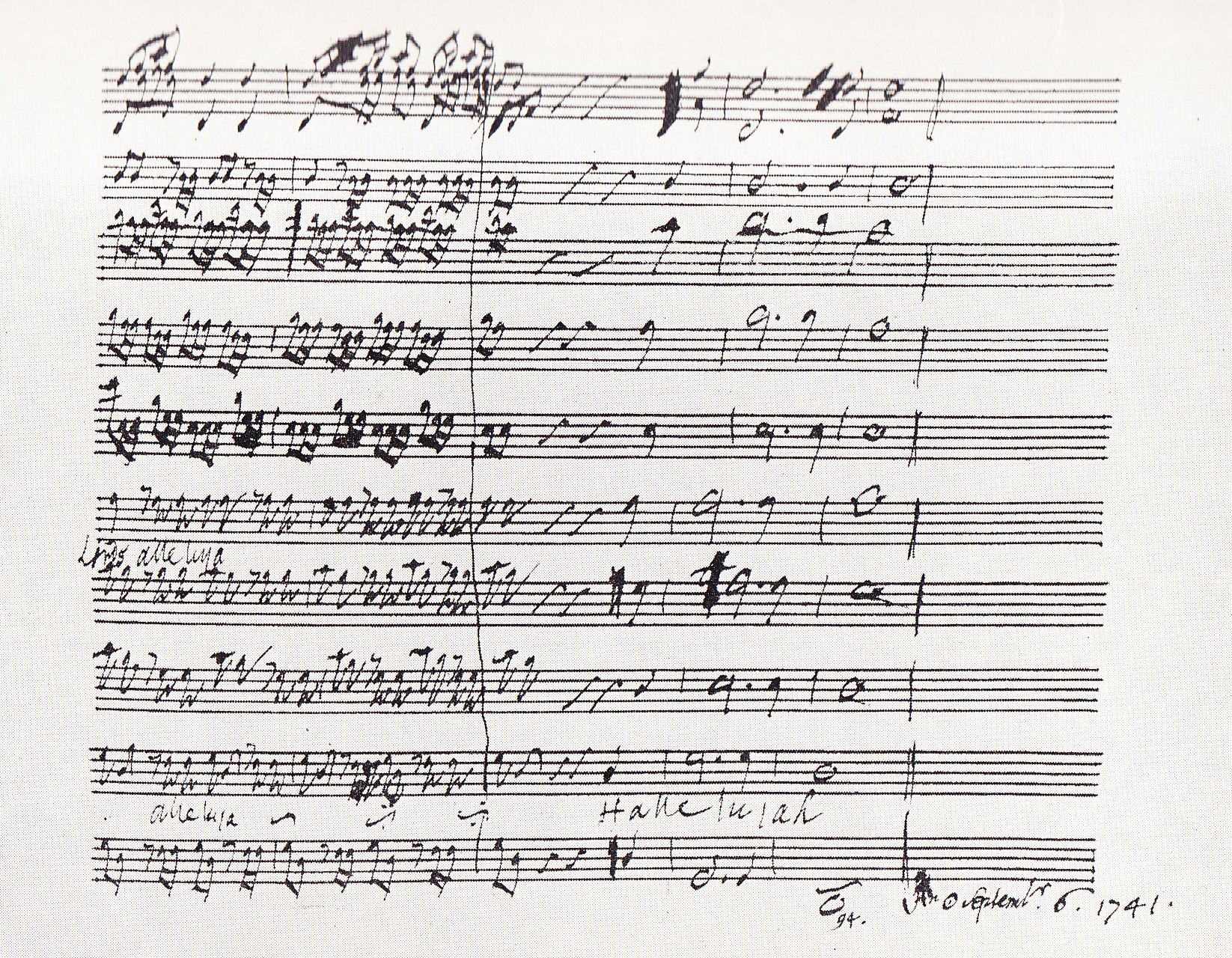
Compases finales manuscritos del coro del «Hallelujah» («Aleluya»).

La música de Händel para El Mesías se distingue de la mayoría de sus otros oratorios por una restricción orquestal, una cualidad que el musicólogo Percy M. Young observa que no fue adoptada por Mozart y otros arreglistas posteriores de la música. Exceptuando la sinfonia inicial, a modo de obertura o introducción, y la «Pifa», que celebra el nacimiento de Cristo, ambas para orquesta, la obra es una sucesión de arias con algún arioso y algún dúo, recitativos y coros. 
La obra comienza suavemente, con movimientos instrumentales y solistas que preceden a la primera aparición del coro, cuya entrada en el registro grave del alto es tenue. Un aspecto particular de la moderación de Händel es su uso limitado de trompetas en toda la obra. Después de su introducción en el coro de la Parte I «Glory to God», aparte del solo en «The trumpet shall sound», solo se escuchan en el «Aleluya» y el coro final «Worthy is the Lamb». Es esta rareza, dice Young, lo que hace que estas interpolaciones de los metales sean particularmente efectivas: «Auméntalas y la emoción disminuye». En «Glory to God», Händel marcó la entrada de las trompetas como «da lontano e un poco piano», que significa «desde lejos y un poco suave». Su intención original era colocar los metales fuera del escenario (in disparte) en este punto, para resaltar el efecto de la distancia. En esta aparición inicial, las trompetas carecen del acompañamiento de percusión esperado, «una retención deliberada del efecto, dejando algo en reserva para las partes II y III», según Luckett.
Aunque El Mesías no está en ninguna tonalidad en particular, el musicólogo Anthony Hicks resumió el esquema tonal de Händel como «una aspiración hacia el re mayor», la tonalidad musicalmente asociada con la luz y la gloria. A medida que el oratorio avanza con varios cambios de tono para reflejar los cambios en el estado de ánimo, re mayor emerge en puntos significativos, principalmente los movimientos de «trompeta» con sus mensajes edificantes. Es la tonalidad en la que la obra alcanza su final triunfal. En ausencia de una tonalidad predominante, se han propuesto otros elementos integradores. Por ejemplo, el musicólogo Rudolf Steglich sugirió que Händel usó el recurso de la «cuarta justa ascendente» como motivo unificador. Dicho recurso aparece más notablemente en las dos primeras notas de «I know that my Redeemer liveth» y en muchas otras ocasiones. Sin embargo, Luckett opinó que esta es tesis inverosímil y afirmó que «la unidad del Mesías no es consecuencia de nada más arcano que la calidad de la atención de Händel a su texto y la consistencia de su imaginación musical». Allan Kozinn, crítico musical de The New York Times, encontró «una unión modélica de música y texto ... Desde la suave melodía descendente asignada a las palabras iniciales ("Confort ye") hasta la pura euforia del coro del "Aleluya" y el contrapunto de celebración adornado que sustenta el "Amén" de cierre, apenas existe una línea de texto que Händel no amplifique».

### Numeración de los movimientos
La numeración de los movimientos que se muestran aquí está de acuerdo con la partitura vocal de Novello (1959), editada por Watkins Shaw, que adapta la numeración ideada anteriormente por Ebenezer Prout. Otras ediciones cuentan los movimientos de manera ligeramente diferente. La edición de Bärenreiter de 1965, por ejemplo, no enumera todos los recitativos y va del 1 al 47. La división en partes y escenas se basa en el libreto de 1743 que se redactó para la primera actuación en Londres. Los títulos de las escenas se toman del resumen de Burrows de los títulos de las escenas de Jennens.
| Parte I Escena 1: Isaiah's prophecy of salvation 1. Sinfony (instrumental) 2. Comfort ye my people (tenor) 3. Ev'ry valley shall be exalted (aire para tenor) 4. And the glory of the Lord (himno coro) Escena 2: The coming judgment 1. Thus saith the Lord of hosts (recitativo acompañado por bajo) 2. But who may abide the day of His coming (soprano, alto o bajo) 3. And he shall purify the sons of Levi (coro) Escena 3: The prophecy of Christ's birth 1. Behold, a virgin shall conceive (alto) 2. O thou that tellest good tidings to Zion (aire para alto y coro) 3. For behold, darkness shall cover the earth (bajo) 4. The people that walked in darkness have seen a great light (bajo) 5. For unto us a child is born (coro dueto) Escena 4: The annunciation to the shepherds 1. Pifa («sinfonía pastoral»: instrumental) 2. (a) There were shepherds abiding in the fields (recitativo secco para soprano) 3. (b) And lo, the angel of the Lord (recitativo acompañado para soprano) 4. And the angel said unto them (recitativo secco para soprano) 5. And suddenly there was with the angel (recitativo acompañado para soprano) 6. Glory to God in the highest (coro) Escena 5: Christ's healing and redemption 1. Rejoice greatly, O daughter of Zion (soprano) 2. Then shall the eyes of the blind be opened (recitativo secco para soprano o alto) 3. He shall feed his flock like a shepherd (alto y/o soprano) 4. His yoke is easy (coro dueto) | Parte II Escena 1: Christ's Passion 1. Behold the Lamb of God (coro) 2. He was despised and rejected of men (alto) 3. Surely he hath borne our griefs and carried our sorrows (coro) 4. And with his stripes we are healed (coro fuga) 5. All we like sheep have gone astray (coro dueto) 6. All they that see him laugh him to scorn (recitativo secco para tenor) 7. He trusted in God that he would deliver him (coro fuga) 8. Thy rebuke hath broken his heart (tenor o soprano) 9. Behold and see if there be any sorrow (tenor o soprano) Escena 2: Christ's Death and Resurrection 1. He was cut off (tenor o soprano) 2. But thou didst not leave his soul in hell (tenor o soprano) Escena 3: Christ's Ascension 1. Lift up your heads, O ye gates (coro) Escena 4: Christ's reception in Heaven 1. Unto which of the angels (tenor) 2. Let all the angels of God worship Him (coro) Escena 5: The beginnings of Gospel preaching 1. Thou art gone up on high (soprano, alto o bajo) 2. The Lord gave the word (coro) 3. How beautiful are the feet (soprano, alto o coro) 4. Their sound is gone out (tenor o coro) Escena 6: The world's rejection of the Gospel 1. Why do the nations so furiously rage together (bajo) 2. Let us break their bonds asunder (coro) 3. He that dwelleth in heaven (tenor) Escena 7: God's ultimate victory 1. Thou shalt break them with a rod of iron (tenor) 2. Hallelujah («Aleluya») (himno y coro fuga) | Parte III Escena 1: The promise of eternal life 1. I know that my Redeemer liveth (soprano) 2. Since by man came death (coro) Escena 2: The Day of Judgment 1. Behold, I tell you a mystery (bajo) 2. The trumpet shall sound (bajo) Escena 3: The final conquest of sin 1. Then shall be brought to pass (alto) 2. O death, where is thy sting? (alto y tenor) 3. But thanks be to God (coro) 4. If God be for us, who can be against us? (soprano) Escena 4: The acclamation of the Messiah 1. Worthy is the Lamb (himno y coro fuga) Amen (himno y coro fuga) |

### Parte I
La apertura «Sinfony» está compuesta en mi menor para cuerdas y fue la primera vez que Händel usó en un oratorio la forma de obertura francesa. Jennens comentó que «Sinfony» contiene «pasajes muy indignos de Händel, pero mucho más indignos del Mesías». El biógrafo del compositor, Charles Burney, simplemente la encontró «seca y poco interesante». Un cambio de tonalidad a mi mayor lleva a la primera profecía, interpretada por el tenor cuya línea vocal en el recitativo de apertura «Comfort ye» es completamente independiente del acompañamiento de cuerdas. La música avanza a través de varios cambios de tonalidad a medida que se desarrollan las profecías, que culminan en el coro en sol mayor «For unto us a child is born», en el que las exclamaciones corales (que incluyen una cuarta justa ascendente en «the Mighty God») se extraen de la cantata italiana de Händel Nò, di voi non-vo'fidarmi. Dichos pasajes, afirma el historiador musical Donald Jay Grout, «revelan al Händel dramaturgo, el maestro infalible del efecto dramático».
El interludio pastoral que sigue comienza con el breve movimiento instrumental, «Pifa», que toma su nombre de los pastores gaiteros, o pifferari, que tocaban sus flautas en las calles de Roma en Navidad. Händel escribió el movimiento en forma de 11 compases y 32 compases extendidos. Según Burrows, cualquiera de las dos funcionará. El grupo de cuatro recitativos cortos que lo siguen presentan al solista soprano, aunque a menudo el aria anterior «But who may abide» la canta la soprano en su forma de sol menor transpuesta. El recitativo final de esta sección está en re mayor y anuncia el coro afirmativo «Glory to God». El resto de la Parte I lo interpreta en gran parte la soprano en si bemol, en lo que Burrows denomina un raro caso de estabilidad tonal. El aria «He shall feed his flock» sufrió varias transformaciones por parte de Händel y apareció en diferentes momentos como un recitativo, un aria alto y un dúo para alto y soprano antes de que la versión soprano original se restaurara en 1754. El experto musical Sedley Taylor cuestionó la idoneidad del material original italiano para la configuración del coro solemne «His yoke is easy» y lo denominó «unas florituras ... gravemente fuera de lugar», aunque reconoció que la conclusión coral de cuatro partes es un golpe de genio que combina belleza con dignidad.
La primera sección se basa en el Libro de Isaías, que profetiza la venida del Mesías, y tiene por tema el Adviento y la Navidad. Se anuncia la venida de Cristo, por lo que se encuentran algunos momentos de exaltación marcados por una gran intensidad expresiva. Hay algunas citas de los Evangelios, que están al final de la primera sección y al principio de la segunda. Se refieren al episodio de la anunciación del ángel a los pastores, narrado en el Evangelio de Lucas, dos enigmáticas citas del Evangelio de Mateo y una del Evangelio de Juan: "Contemplad el cordero de Dios".

### Parte II
La segunda parte comienza en sol menor, una tonalidad que, en palabras de Hogwood, trae un ambiente de «presentimiento trágico» a la larga secuencia de escenas de la Pasión que siguen. Al coro de apertura declamatorio «Behold the Lamb of God», en forma fugal, lo sigue el solo para alto «He was despised» en mi bemol mayor, la canción individual más larga del oratorio, en la que algunas frases se cantan sin acompañamiento para enfatizar el abandono de Cristo. Luckett registró la descripción de Burney de esta escena como «la más alta idea de excelencia en la expresión de compasión de cualquier canción en inglés». La serie posterior de movimientos corales principalmente cortos cubre la Pasión, Crucifixión, Muerte y Resurrección de Cristo, al principio en fa menor, con un breve respiro en fa mayor en «All we like sheep». Aquí, el uso que Händel hace de Nò, di voi non-vo'fidarmi cuenta con la aprobación incondicional de Sedley Taylor: «[Händel] pide que las voces entren en una secuencia canónica solemne y su coro termina con una combinación de grandeza y profundidad de sentimiento tal como está solamente en el dominio de un genio consumado».
Vuelve la sensación de desolación, en lo que Hogwood llama la tonalidad «remota y bárbara» de si bemol menor, para el recitativo tenor «All they that see him». La secuencia sombría finalmente termina con el coro de Ascensión «Lift up your heads», que Händel inicialmente divide entre dos grupos corales, los altos sirven tanto como la línea de bajo para un coro soprano y la línea de agudos para los tenores y bajos. Para la representación de 1754 en el Foundling Hospital, el compositor agregó dos trompas, que se incorporan cuando el coro se une hacia el final de la escena. Después del tono de celebración de la recepción de Cristo en el cielo, marcado por la aclamación en re mayor del coro «Let all the angels of God worship him», la sección de Pentecostés avanza a través de una serie de estados de ánimo opuestos: sereno y pastoral en «How beautiful are the feet», teatralmente operístico en «Why do the nations so furiously rage», hacia la culminación de la Parte II del «Aleluya». Este, como señala Young, no es el coro culminante de la obra, aunque uno no puede escapar de su «entusiasmo contagioso». Se construye a partir de una apertura orquestal engañosamente ligera, a través de un corto y unísono pasaje cantus firmus en las palabras «For the Lord God omnipotent reigneth», a la reaparición de las trompetas lejanas en «And He shall reign for ever and ever». Los expertos afirman que la línea musical para este tercer tema se basa en Wachet auf, ruft uns die Stimme, el popular himno luterano de Philipp Nicolai.

### Parte III
El solo en mi mayor de soprano de la apertura de la tercera parte «I know that my Redeemer liveth» es uno de los pocos números en el oratorio que no se ha revisado desde su forma original. Su sencillo acompañamiento de violín al unísono y sus reconfortantes ritmos aparentemente hicieron llorar a Burney. Le sigue un coro tranquilo que conduce a la declamación del bajo en re mayor: «Behold, I tell you a mystery», luego la larga aria «The trumpet shall sound», marcada pomposo ma non-allegro (digno, pero no rápido). Händel originalmente escribió esto en forma de da capo, pero lo acortó a dal segno, probablemente antes de la primera actuación. La melodía de trompeta característica y extendida que precede y acompaña a la voz es el único solo instrumental significativo en todo el oratorio. El incómodo y repetido énfasis de Händel sobre la cuarta sílaba de «incorruptible» puede haber sido el origen del comentario del poeta William Shenstone del siglo XVIII de que «podía observar algunas partes del Mesías en las que a Händel le fallaba el juicio; donde la música no era igual, o incluso era opuesta a lo que el texto requería». Después de un breve recitado en solitario, el tenor se une al alto para el único dueto en la versión final de la música del compositor, «O death, where is thy sting?». La melodía está adaptada de su cantata de 1722 Se tu non-lasci amore y es, según Luckett, el más exitoso de los préstamos italianos. El dúo se dirige directamente al coro «But thanks be to God».
El solo soprano reflexivo «If God be for us» (originalmente escrito para alto) cita el himno de Lutero Aus tiefer Not schrei ich zu dir. Acompaña al final coral re mayor: «Worthy is the Lamb», que conduce al apocalíptico «Amén» en el que, afirma Hogwood, «la entrada de las trompetas marca la tormenta final del cielo». El primer biógrafo de Händel, John Mainwaring, escribió en 1760 que esta conclusión revelaba que el compositor «subía aún más» que en «ese vasto esfuerzo de genio, el coro de "Aleluya"». Young escribe que el «Amén» debería, a la manera de Giovanni da Palestrina, «ser entregado como a través de los pasillos y naves de alguna gran iglesia».
En la tercera parte, se relata la victoria de Cristo ante la muerte, el Juicio final y la palabra «Amén», que corona la obra. Incluye una cita de Job: «Yo sé que mi redentor vive», y el resto proviene principalmente de la Primera epístola a los corintios de Pablo. Los coros finales («Worthy is the Lamb» y «Amén») son del Apocalipsis.

## Grabaciones

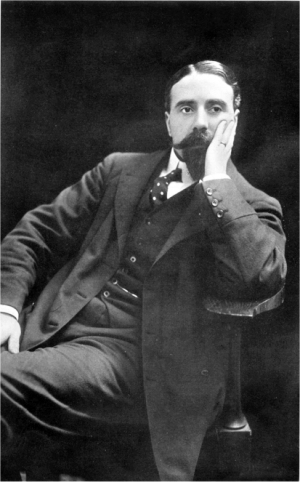
Thomas Beecham dirigió la primera grabación casi completa del Mesías en 1928.

Muchas de las primeras grabaciones de coros y arias individuales del Mesías reflejan los estilos de actuación que luego se pusieron de moda: grandes elencos, tempos lentos y reorquestación liberal. Ejemplos típicos son los coros dirigidos por Henry Wood, grabados en 1926 para Columbia con el coro y la orquesta de 3500 miembros del Crystal Palace Handel Festival y un disco rival contemporáneo de HMV con la Royal Choral Society bajo la dirección de Malcolm Sargent, grabado en el Royal Albert Hall.
La primera grabación casi completa de toda la obra (con los cortes entonces habituales) la realizó Thomas Beecham en 1928. Representaba un esfuerzo de Beecham para «proporcionar una interpretación que, en su opinión, estaba más cerca de las intenciones del compositor», con elencos más pequeños y tiempos más rápidos que los que se habían convertido en tradicionales. Su contralto solista, Muriel Brunskill, más tarde comentó: «Sus tiempos, que ahora se dan por sentados, fueron revolucionarios; lo revitalizó por completo». Sin embargo, Sargent conservó la tradición a gran escala en sus cuatro grabaciones de HMV, la primera en 1946 y tres más en las décadas de 1950 y 1960, todas con la Huddersfield Choral Society y la Real Orquesta Filarmónica de Liverpool. La segunda grabación de Beecham de la obra, en 1947, «abrió el camino hacia ritmos y velocidades más auténticamente handelianos», según el crítico Alan Blyth. En un estudio de 1991 de los 76 Mesías completos grabados para esa fecha, el escritor Teri Noel Towe llamó a esta versión de Beecham «una de las pocas actuaciones verdaderamente estelares».
En 1954, Hermann Scherchen dirigió la primera grabación basada en la partitura original de Händel para Nixa, seguida rápidamente por una versión, juzgada académicamente en ese momento, bajo la dirección de Adrian Boult para  Decca. Sin embargo, según los estándares de actuación del siglo XXI, los tiempos de Scherchen y Boult todavía eran lentos y los solistas no intentaron adornar la voz. En 1966 y 1967, se consideraron dos nuevas grabaciones como grandes avances en la práctica del estudio e interpretación, realizadas respectivamente por Colin Davis para Philips y Charles Mackerras para HMV. Inauguraron una nueva tradición de actuaciones enérgicas a pequeña escala, con adornos vocales de los cantantes solistas. Entre las grabaciones de actuaciones de estilo antiguo se encuentran la grabación de Beecham en 1959 con la Royal Philharmonic Orchestra, con la orquestación encargada por Eugene Goossens y completada por el compositor inglés Leonard Salzedo, la versión de Karl Richter de 1973 para Deutsche Grammophon y la actuación de David Willcocks en 1995 basada en la edición de la partitura de Prout de 1902, con un coro de 325 voces y una orquesta de 90 músicos.
A finales de la década de 1970, la búsqueda de autenticidad se había extendido al uso de instrumentos de época y estilos históricamente correctos de interpretación. La primera de esas versiones la realizaron los especialistas en música antigua Christopher Hogwood (1979) y John Eliot Gardiner (1982). El uso de instrumentos de época se convirtió rápidamente en la norma, aunque algunos directores, entre ellos Georg Solti (1985), continuaron favoreciendo los instrumentos modernos. La revista Gramophone y The Penguin Guide to Recorded Classical Music destacaron dos versiones, realizadas respectivamente por Trevor Pinnock (1988) y Richard Hickox (1992). Este último emplea un coro de 24 cantantes y una orquesta de 31 músicos. Se sabe que Händel utilizó un coro de 19 y una orquesta de 37. Posteriormente se han grabado representaciones a una escala aún menor.
Se han grabado varias reconstrucciones de actuaciones tempranas: la versión de Dublín de 1742 por Scherchen en 1954 y nuevamente en 1959, y por Jean-Claude Malgoire en 1980. Hay varias grabaciones de la versión del Foundling Hospital de 1754, incluidas las de Hogwood (1979), Andrew Parrott (1989) y Paul McCreesh. En 1973, David Willcocks dirigió un interpretación para HMV en el que todas las arias de soprano las cantaron al unísono por los componentes del Coro de King's College (Cambridge) y, en 1974, para DG, Mackerras dirigió la versión reorquestada de Mozart, cantada en alemán.

## En la cultura popular
- En Viridiana, película de Luis Buñuel, suenan las notas de esta obra musical durante una de las escenas.